# Alekszandr Porfirjevics Borogyin
Alekszandr Porfirjevics Borogyin (Szentpétervár, 1833. november 12. – Szentpétervár, 1887. február 27.), orosz zeneszerző, zenész, kémikus, orvos, tanár, az orosz ötök tagja. Hihetetlenül sokrétű egyéniségének csupán egy részét jelentette zenei pályája, ennek ellenére korának egyik Európa-szerte ünnepelt és nagy hatású komponistájává vált és ma is zenéje, elsősorban Igor herceg című operája által ismert világszerte.

## Élete, munkássága
Borogyin egy grúz herceg, Luka Szemjonovics Gedevanisvili, általánosan használt nevén Gegyianov törvénytelen fiaként született. A fiút – ahogy az akkoriban szokás volt – az egyik szolga nevén anyakönyvezték. Nevelőszüleitől – egy nyugdíjas katonaorvos és felesége – áldozatos gondoskodást kapott, művelt nevelőanyja otthon tanította. A gyermeknek korán kiderült szerteágazó érdeklődési köre: ugyanúgy vonzották a természettudományok, mint a zene, nyelveket tanult. Kis kémiai laboratóriumot rendezett be a fürdőszobában, emellett fuvolázni, zongorázni, oboázni, gordonkázni tanult. Még csak 14 éves volt, amikor versenyművet írt fuvolára és zongorára.
1850-től a szentpétervári Orvosi-Sebészeti Akadémián tanult, ahol a szaktantárgyakon kívül kémiát, állattant és kristálytant is hallgatott. Tanulmányait 1856-ban fejezte be kitüntetéssel, és mindössze két év múlva doktori címet is szerzett Az arzén és a foszforsav analógiájáról írott disszertációjával. Diplomája megszerzése után tanársegédi megbízást kapott az akadémián, ugyanakkor orvosgyakornoknak is kinevezték egy katonai kórházba. Tudományos munkája kapcsán tett külföldi tanulmányútjai egyikén ismerkedett meg a súlyos tüdőbetegséggel ápolt Jekatyerina Protapopova zongoraművésszel, akit 1853-ban feleségül vett. Tudományos és oktató munkája mellett továbbra is élénken érdeklődött a zene iránt, barátaival kamarazenélt, saját darabjai népi tematikára épültek. 1864-ben kinevezték a kémia professzorává, és ebben az időszakban ismerkedett meg Muszorgszkijjel és Balakirevvel, akik ösztönözték zenei munkásságát. Az azonos érdeklődésű komponisták Rimszkij-Korszakovval és Kjuival együtt megalapították az orosz ötök zeneszerzői csoportot (magukat „újítók”-nak nevezték).
Borogyin életének jellemzője a sokfelé való érdeklődés volt. A zenében és a természettudományban minden érdekelte. Komponista barátai biztatására hozzálátott első szimfóniája megírására, de a más irányú elfoglaltságok miatt csak öt év múlva készült el vele. Zenedarabját 1862-ben mutatták be, és a nagy siker hatására dolgozni kezdett második szimfóniáján is. Belevágott élete fő művének, az Igor herceg-nek a komponálásába is. Ez utóbbin egészen haláláig dolgozott, de nem sikerült teljesen befejeznie. „Az egyetemi élet, a tanártársakkal, a tanítványokkal fenntartott intenzív kapcsolatok, a mindezzel járó szociális alkalmak rendkívül fontosak voltak számára. Idővel elvállalta az akadémia zene- és énekkarának vezetését is, az ezzel járó rendszeres próbamunkával együtt, továbbá aktív szerepet vállalt a női orvosképzés megszervezésében is. Ráadásul a tanítás számára a legkevésbé sem merült ki óráinak megtartásában, hanem kötelességének érezte, hogy hallgatóival egyénileg is foglalkozzon, segítse őket problémáik megoldásában.” Zeneszerzői népszerűsége hazáján kívül is fokozódott, így külföldi utazásai már nem csak tudósi, hanem zeneszerzői minőségben is szaporodtak. Megismerkedett Liszt Ferenccel, aki elismerte és támogatta munkásságát. 1882-ben hatalmas sikerrel mutatták be a Közép-Ázsia pusztáin című szimfonikus költeményét, amit külföldön is ovációval fogadtak. Életében válságos volt az 1885–1886 körüli időszak, amikor ő maga kolerában megbetegedett és hónapokig lábadozott, majd felesége és anyósa is súlyos beteg lett. Nyilvánvaló, hogy ezek a gondok is okozhatták, hogy élete végén depresszió gyötörte. 1887-ben halt meg egy jelmezbálon: elgyengült, összeesett és beverte a fejét egy kőpárkányba. Felesége mindössze öt hónap múlva követte. Az Igor herceg-et Glazunov és Rimszkij-Korszakov fejezte be.
Borogyin műveiben nem nehéz felismerni Glinka örökségét. Művészetére a mívesen kidolgozott népiesség, a keleti harmóniák iránti fogékonyság, a harmóniai kísérletek alkalmazása a jellemző.

## Művei
- Három szimfónia (a 3. befejezetlen)
- Közép-Ázsia pusztáin, szimfonikus költemény (1880)
- f-moll vonóskvintett (1860)
- c-moll zongorakvintett (1862)
- Két vonósnégyes (1875–79, A-dúr és 1880–81, D-dúr)
- Serenata alla spagnola (1886)
- Scherzo vonósnégyesre
- Zongoradarabok (fúgák, fantáziák, románcok stb.)
- Igor herceg (opera) (1869–87)

## Hangfelvételek
- 1. szimfónia, – Youtube.com, Közzététel: 2018. okt. 26.
- 2. szimfónia, – Youtube.com, Közzététel: 2010. dec. 7.
- 3. szimfónia, – Youtube.com, Közzététel: 2013. dec. 8.
- Közép Ázsia pusztáin, – Youtube.com, Közzététel: 2015. nov. 27.
- Igor herceg, – Youtube.com, Közzététel: 2013. jún. 19.

## Kották
- Borodin, Aleksandr. International Music Score Library Project. (Hozzáférés: 2019. május 26.)

## Írásai magyarul
- Igor herceg; szöveg Alekszandr Borogyin, ford. Nádasdy Kálmán; Zeneműkiadó, Bp., 1961 (Operaszövegkönyvek)